# Dicranophragma (Dicranophragma) sesquivena
Dicranophragma (Dicranophragma) sesquivena is een tweevleugelige uit de familie steltmuggen (Limoniidae). De soort komt voor in het Afrotropisch gebied.